# LaMarr Greer
LaMarr Vernon Greer (Vorhees, 16 maggio 1976) è un ex cestista statunitense.

## Palmarès
- McDonald's All-American Game: 1994
- 2 volte campione USBL: 1998, 1999
- USBL All-Defensive Team (2000)
- Campione Superleague d'Ucraina: 2005
- Straniero dell'anno del campionato ucraino: 2005
- FIBA Europe League: 1

UNICS Kazan': 2003-04